# Сухой сезон

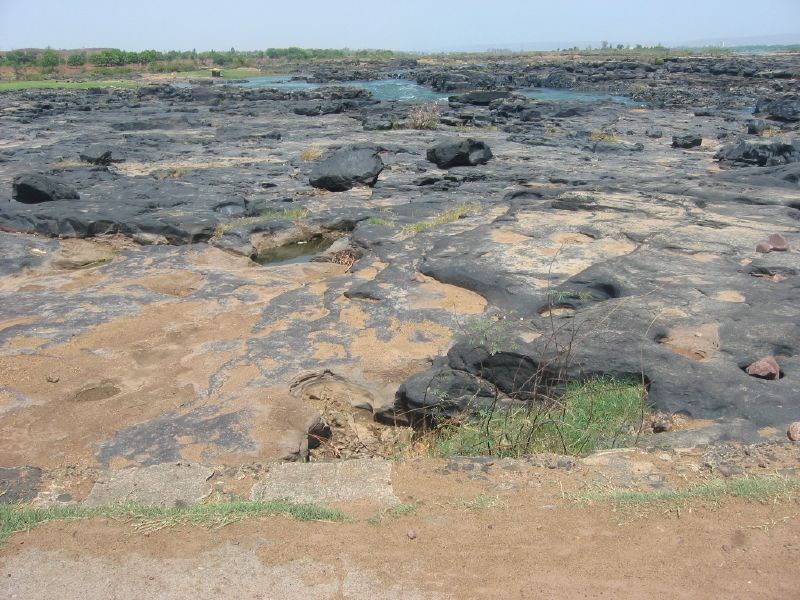
Русло одного из притоков реки Нигер во время сухого сезона.

Сухой сезон — ежегодно повторяющееся в течение нескольких месяцев уменьшение и даже прекращение атмосферных осадков вследствие смещения антициклонов, происходящего по причине перехода Солнца через плоскость экватора.
Типичный сухой сезон наблюдается в субэкваториальном и тропическом географическом поясе. По мере движения Солнца с севера на юг тропическая депрессия приносит непропорционально высокое количество осадков. После отступления Солнца приходит антициклон и осадки не выпадают вообще, или выпадают очень редко и мало.
В субтропическом поясе также бывает сухой сезон, имеет место он в средиземноморском типе климата, и вызван схожими причинами — летом Солнце, будучи почти, но всё же не в зените, формирует устойчивый антициклон, а зимой интенсивно формируются циклоны.
В умеренных широтах сухой сезон бывает при муссонном климате, когда ветры попеременно меняются на сухие и влажные (чаще зима сухая, а лето влажное).
В субарктическом и арктическом климате осадков выпадает всегда мало, однако и испаряемость очень низкая. Поэтому для этих поясов деление на сухой и влажный сезон не происходит. Поэтому понятие сухой сезон в основном применяют для субэкваториального и тропического климата.
В полушариях Земли, разделяемых экватором, сезоны разные и меняются попеременно. В тропическом поясе северного полушария сухой сезон длится с октября по март. В это время дожди становятся редкими, а погода — более жаркой и солнечной. В апреле сухой сезон сменяется сезоном дождей, который длится по сентябрь. В южных тропиках, наоборот, наступает сухой сезон.
Засуха заставляет мигрировать в поиске воды и пищи такие виды животных, как зебры, антилопы гну, слоны. Низкая влажность также способствует распространению пожаров в лесах и саваннах. Кроме того, сухой сезон влияет на рост заболеваний, предположительно, из-за того, что завершение сельскохозяйственных работ ведёт к повышению концентрации людей в населённых пунктах. Так, в 2008 году учёные обнаружили, что показатель заболеваемости корью в долине реки Нигер имеет значительные сезонные колебания, в несколько раз больше, чем в Европе или Северной Америке, где данный показатель был стабилен.
Другая группа исследователей выявила, что атмосфера над бассейном Амазонки имеет большее насыщение озоном именно в сухой сезон, нежели в сезон дождей.

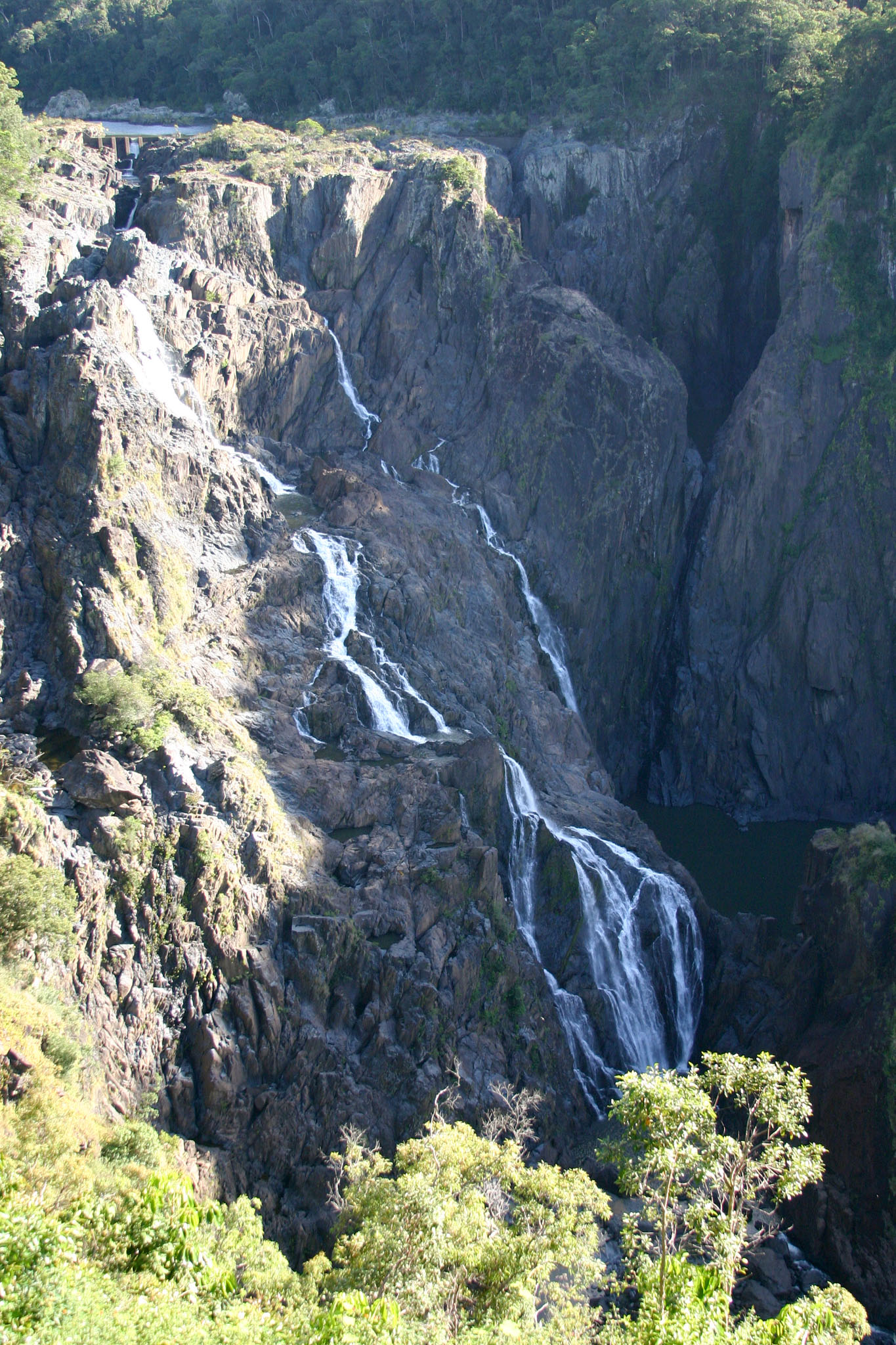
Австралийский водопад Бэррон в сухой сезон (июль)…
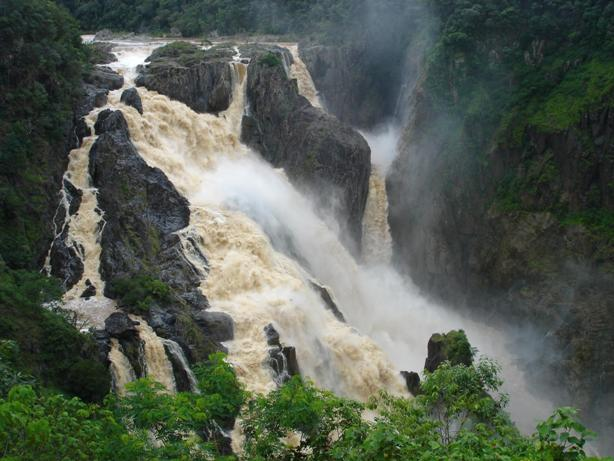
…и в сезон дождей (январь).